# Київська обласна організація Національної спілки художників України
Київська  організація Національної спілки художників України (КОНСХУ) - творча громадська організація українських художників і мистецтвознавців Києва та Київщини заснована в 1969, яка є структурним підрозділом Національної спілки художників України. Членами КОНСХУ є близько 1500 професійних художників і мистецтвознавців.

## Історія
КОНСХУ була заснована в 1969, є підрозділом Національної спілки художників України та поділяється на 9 секцій: мальовничу, графічну, скульптурну, декоративно-прикладного мистецтва, монументально-декоративного мистецтва, театру, критики та мистецтвознавства, плаката і графічного дизайну, кіно і телебачення, художнього проектування та оформлення. Завданням організації є всебічне сприяння розкриттю творчого потенціалу кожного художника, плідний розвиток українського образотворчого мистецтва і збагачення духовної культури народу України.
Київська обласна організація Національної спілки художників України налічує більше ніж 1500 членів, у тому числі більше 70 Народних художників України, більше 200 Заслужених художників України і Заслужених діячів мистецтв України, більше 20 академіків і член-кореспондентів УАМ, більше 20 лауреатів Національної премії імені Тараса Шевченка.
До Київської Організації Національної Спілки Художників України  відноситься київська галерея Митець [Архівовано 29 Квітня 2020 у Wayback Machine.]. У різні роки тут знаходились творчі майстерні Тетяни Яблонської, Олександра Данченка, Андрія Чебикіна. Також у домі, де знаходиться галерея, мешкали такі майстри українського мистецтва, як Іван Кавалерідзе, Валентин Литвиненко, Галина Зоря, Олексій Кантеміров, Петро Сльота, Михайло Іванов.  Галерея була  відкрита для шанувальників мистецтва у 1954 році і плідно працює по сей день.

## Члени спілки
Секція живопису [Архівовано 29 Квітня 2020 у Wayback Machine.]

### А
- Абрамова Маріанна Миколаївна
- Агафонов Олександр Олександрович
- Аношкіна Світлана Валеріївна
- Антонов Олексій Вікторович
- Антонова Яна Вікторівна
- Антончик Віктор Михайлович
- Аполлонов Олексій Іванович

- Атаян Гаяне Арменівна

### Б
- Бабак Олександр Петрович
- Бабак Тамара Іванівна
- Бабенцова Олена Вікторівна
- Базилянський Едуард Йосипович
- Базилянський Ростислав Едуардович
- Балакін Олександр Петрович
- Баламаджі Павло Іванович
- Балдуха Іван Миколайович
- Баликов Юрій Євдокимович
- Баликова Олена Юріївна
- Баранникова-Кириленко Галина Георгіївна
- Баранов Юрій Михайлович
- Баринова Олена Валентинівна
- Баринова(Кулеба) Віра Іванівна
- Бароянц Сетрак Михайлович
- Басанець Нонна Іванівна
- Басанець Олександр Дмитрович
- Басанець Олександра Петрівна
- Басанець Юрій Петрович
- Бахіна Олександра Віталіївна
- Бевза Петро Олександрович
- Бедношей Олексій Данилович
- Бельський Едуард Всеволодович
- Беляк Ігор Володимирович
- Белянський Денис Олександрович
- Белянський Олександр Миколайович
- Березовий Василь Миколайович
- Бернат Леонід Анатолійович
- Бєлак Оксана Миколаївна
- Бєльський Володимир Михайлович
- Бєльський Олександр Михайлович
- Бичко Олександр Валентинович
- Бистрова Яна Борисівна
- Білан Галина Петрівна
- Білик Павло Вікторович
- Білоус Володимир Олексійович
- Бобрик Євген Валентинович
- Бобрик Євген Феофанович
- Бовкун Володимир Онисимович
- Богдан Роман Сергійович
- Богданець Сергій Миколайович
- Болдирєва Євдокія Гаврилівна
- Бондаренко Віталій Миколайович
- Бондаренко (Галич) Лариса Григорівна
- Боримчук Михайло Петрович
- Бражнік Олена Владиславівна
- Брахнов Святослав Святославович
- Бринюк Светлана Петрівна

### В
- Валієва Ганна Анатоліївна
- Васецький Григорій Степанович
- Василевська Жанна Григорівна
- Василевська Олена Володимирівна
- Васильєв Олег Борисович
- Виродова-Готьє Валентина Гаврилівна
- Вишеславська Ірина Леонідівна
- Вишеславський Гліб Анатолійович
- Вітковська Наталія Львівна
- Владиславлєва Віра Олександрівна
- Власов Микола Олексійович
- Вовк Сергій Олександрович
- Воєдило Левко Леонідович
- Волненко Олександр Анатолійович
- Волобуєва Наталія Євгеніївна
- Волотівська Галина Костівна
- Волошин Георгій Сергійович

### Г
- Гавриленко Роман Володимирович
- Гайдар Андрій Миколайович
- Гайовий Михайло Васильович
- Галдецька Світлана Володимирівна
- Галчанський Сергій Дмитрович
- Герасимова Ірина Єлисеївна
- Годунова Ірина Георгіївна
- Годунова Лариса Олександрівна
- Голембієвська Тетяна Миколаївна
- Гольд Герадій Мойсейович
- Гончаренко Валентина Яківна
- Гончаренко Віра Володимирівна
- Гончаренко Сергій Сергійович
- Гончаренко Юрій Євгенович
- Гордієць Євген Якович
- Гордієць Олександра Євгенівна
- Горецький Владислав Вікторович
- Городнічева Галина Іванівна
- Горшкова Ірина Миколаївна
- Гребенюк Ольга Павлівна
- Григор'єва Галина Сергіївна
- Грущенко Сергій Олександрович
- Гуйда Марія Михайлівна
- Гуйда Михайло Євгенович
- Гула Євген Петрович
- Гуменюк Феодосій Максимович
- Гурін Василь Іванович
- Гурін Володимир Васильович

### Д
- Давидов Сергій Володимирович
- Давидова Тетяна Володимирівна
- Даниленко Тамара Георгіївна
- Двоєглазов Михайло Михайлович
- Двоєглазова Катерина Михайлівна
- Джус Тарас Степанович
- Дмитренко Олександр Федорович
- Добровольський Дмитро Олегович
- Добродій Олександр Павлович
- Добруцький Йосип Васильович
- Дорошенко Олександр Миколайович
- Дорошенко Юлія Святославівна
- Дроздова Олена Сергіївна
- Дубрівна Антоніна Петрівна
- Дуплій Сергій Олександрович

### Е-Є
- Етенко Людмила Федорівна
- Євтушевський Володимир Якович
- Євтушенко Микола Сергійович
- Єлісєєв Ігор Анатолійович
- Єремєєва Ірина Юріївна
- Єржиковський Олег Сергійович
- Єрмакова Світлана Олексіївна

### Ж
- Жарко Олександр Анатолійович
- Жаховський Тадеуш Валерійович
- Животков Олександр Олегович
- Журавель Володимир Кузьмович
- Журавель Микола Володимирович
- Журавель Сергій Васильович

### З
- Забашта Василь Іванович
- Зайцев Ігор Євгенович
- Зайченко-Свєчникова Олена Георгіївна
- Зайченко Георгій Григорович
- Захарова Людмила Миколаївна
- Захарчук Валентина Олексіївна
- Захарчук Олексій Миколайович
- Звягінцев Сергій Ростиславович
- Звягінцева Олена Григорівна
- Зелена Світлана Леонідівна
- Зикунов Петро Олександрович
- Зикунова Калерія Петрівна
- Зозуля Наталія В'ячеславівна
- Зорко Анатолій Єгорович
- Зорук Сергій Якович
- Зяблюк Андрій Михайлович

### І-К
- Іванов Віктор Степанович
- Ігнатьєв Сергій Петрович
- Каверін Віктор Олександрович
- Кавсан Дмитро Вадимович
- Калашник Дмитро Миколайович
- Калашник Микола Федорович
- Камінський Олександр Олександрович
- Капітан Едуард Леонідович
- Карєва Людмила Іванівна
- Карєва-Готьє Наталія Павлівна
- Карнаухов Петро Георгійович
- Карпенко Ольга Валер'янівна
- Качкін Юрій Якович
- Керімова Олена Олександрівна
- Кириченко Михайло Іванович
- Киянченко Дмитро Георгійович
- Кікіньов Володимир Васильович
- Клименко Ганна Вікторівна
- Клюшкіна Лариса Геннадіївна
- Коваленко Володимир Григорович
- Ковтонюк Іван Ананійович
- Ковтонюк Юрій Іванович
- Ковтун Сергій Іванович
- Коган Борис Матвійович
- Кожеков Олексій Васильович
- Козик Вадим Вікторович
- Козик Віктор Георгійович
- Колесник Володимир Володимирович
- Колесников Віталій Олександрович
- Колесников Володимир Григорович
- Колісник Прокіп Миколайович
- Кондратенко Світлана Євгенівна
- Кононенко Микола Іванович
- Конощук Ольга Іванівна
- Копайгоренко Артем Васильович
- Копайгоренко Василь Валентинович
- Корнєв Володимир Олексійович
- Корнієвський Сергій Анатолійович
- Корольчук Віктор Андрійович
- Корольчук Сергій Вікторович
- Корсунь Дмитро Миколайович
- Костенко Зоя Федорівна
- Костенко Олександр Федорович
- Косьяненко Катерина Володимирівна
- Кот Ірина Миколаївна
- Кохаль Володимир Володимирович
- Кохаль Наталія Володимирівна
- Кравченко Віктор Семенович
- Кравченко Віталій Степанович
- Кравченко Ольга Андріївна
- Кравчук Роман Степанович
- Красна Тетяна Іванівна
- Кремінська Людмила Володимирівна
- Кривенко Володимир Михайлович
- Криволап Анатолій Дмитрович
- Криволап Ганна Анатоліївна
- Кривоніс Олександр Артемович
- Крижанівська Маргарита Миколаївна
- Крисаченко Микола Анатолійович
- Крюк Олександр Олексійович
- Крюкова Ганна Олексіївна
- Кудіна Ірина Леонідівна
- Кудрявцева Катерина Петрівна
- Кузіна Раїса Іванівна
- Кулаков Олексій Геннадійович
- Кунцевич Костянтин Едвардович
- Куріненко Олександр Григорович
- Кутілов Казимир Юрійович
- Кутняк Руслан Олександрович
- Куцевич Валентина Володимирівна
- Кучеров Олександр Олександрович
- Кучерук Олена Василівна

### Л
- Лавриненко Ярослав В’ячеславович
- Лашкевич Марія Павлівна
- Лашко Василь Михайлович
- Лебединець Петро Миколайович
- Лебіга Святослав Всеволодович
- Левада Леся (Олександра) Олександрівна
- Левич Олександр Якимович
- Левич Яким Давидович
- Левченко Віктор Леонідович
- Левченко Володимир Михайлович
- Лейпник Дмитро Львович
- Лельчук Дмитро Михайлович
- Лельчук Марина Григорівна
- Лемзяков Володимир Геннадійович
- Лерман-Луцкевич Зоя Наумівна
- Лесинська Ірина Володимирівна
- Леус Олена Євгенівна
- Лєсницька Людмила Іванівна
- Лисенко-Ткачук Ірина Василівна
- Литовченко Борис Олександрович
- Литовченко Павла Борисівна
- Лихошва Микола Петрович
- Лісовий Олексій Андрійович
- Ломовський Анатолій Анатолійович
- Ломовський Анатолій Іванович
- Лопухова Світлана Олександрівна
- Лосицький Станіслав Феліціанович
- Луговський Андрій Віталійович
- Луцкевич Олександр Юрійович
- Люш Володимир Васильович
- Лященко Володимир Петрович
- Лящук Дмитро Тимофійович
- Лящук-Лебіга Світлана Всеволодівна

### М
- Магаляс Василь Петрович
- Мазур Василь Федорович
- Мазур-Посвалюк Оксана Василівна
- Максименко Аліна Анатоліївна
- Максименко Галина Олександрівна
- Малинка Віктор Олександрович
- Малиновський В’ячеслав Андрійович
- Малих Олексій Андрійович
- Мамсіков Владислав Олександрович
- Маркосян Лев Галустович
- Марценюк Володимир Вікторович
- Марценюк Ніна Степанівна
- Марченко Ніна Яківна
- Маслак Володимир Тихонович
- Мельничук Ігор Юліанович
- Мироненко Борис Карпович
- Михайлов Борис Олександрович
- Михайлов Іван Борисович
- Михальчук Вадим Володимирович
- Михєєв Павло Михайлович
- Мінський Григорій Семенович
- Міщенко Василь Кирилович
- Мойсеєва Галина Іванівна
- Монсевич Віолета Вікторівна
- Морозов Леонід Олександрович
- Московка Іванна Валеріївна
- Мохаммад Акбар Хорасані
- Мудрий Микола Миколайович

### Н
- Науменко Олена Миколаївна
- Небожатко Зоя Геннадіївна
- Недошовенко Тамара Федорівна
- Неледва Галина Олександрівна
- Несміянов Ігор Олександрович
- Німенко Максим Андрійович
- Новицький Василь Павлович
- Новохатько Сергій Олександрович

### О
- Одайник Дарія Сергіївна
- Одайник Оксана Вадимівна
- Одайник Сергій Вадимович
- Ольхов Олександр Васильович
- Омельчук Катерина Володимирівна
- Орлова Зоя Олександрівна
- Орябинський Олексій Максимович
- Остапчук Олена Анатоліївна

### П
- Павельчук Іванна Андріївна
- Павленко Гелена Миколаївна
- Павленко Леонід Васильович
- Павлов Олександр Федорович
- Паламарчук Олена Ісааківна
- Панич Сергій Ігорович
- Пантасенко Володимир Борисович
- Пантелемонова Інна Миколаївна
- Патиковський Сергій Миколайович
- Петрачак Тетяна Порфирівна
- Петрова Ольга Миколаївна
- Петрук Роман Ігорович
- Пєтухов Олександр Васильович
- Пилипенко Іван Якович
- Пилипчук Оксана Дмитрівна
- Пільгук Олеся Анатоліївна
- Плисюк Оксана Павлівна
- Поворознюк Світлана Гнатівна
- Подерв’янська Анастасія Олександрівна
- Подерв’янський Олександр Сергійович
- Подлєвський Володимир Тадейович
- Покатаєва Наталія Олексіївна
- Покулита Жанна Володимирівна
- Полтавець Наталія Вікторівна
- Полтавець-Гуйда Оксана Вікторівна
- Поляков Сергій Вікторович
- Полякова-Сергєєва Галина Валеріанівна
- Попінова Галина Миколаївна
- Попінова Оксана Миколаївна
- Постоюк Анатолій Лаврентійович
- Постоюк Олена Анатоліївна
- Правдохін Вадим Валерійович
- Примакова Ганна Костянтинівна
- Прохоров Володимир Миколайович
- Пуханова Лариса Володимирівна
- Пшенична Мирослава Василівна

### Р
- Ралко Влада Валентинівна
- Рапопорт Любов Борисівна
- Ревенко Едуард Сергійович
- Реунов Костянтин Валентинович
- Решетов Володимир Миколайович
- Решетов Роман Вікторович
- Рєпін Степан Йосипович
- Рєпка Віра Олександрівна
- Рєпка Сергій Никанорович
- Рибальченко Ганна Вікторівна
- Рижих Віктор Іванович
- Рижих Олена Вікторівна
- Риморенко Тетяна Юріївна
- Романщак Віктор Андрійович
- Руденко Михайло Федорович
- Русакова Тетяна Сергіївна

### С
- Савадов Арсен Володимирович
- Савченко Ірина Вадимівна
- Самойлик Олена Анатоліївна
- Самохін Володимир Калістратович
- Самохіна Надія Володимирівна
- Самусєв Євген Федорович
- Саницький Юрій Олександрович
- Сахалтуєва Анастасія Олександрівна
- Свинарьов Віктор Володимирович
- Сегеда Валерій Петрович
- Селівачов Роман Миколайович
- Семиноженко Володимир Петрович
- Сенченко Георгій Миколайович
- Сенчило Людмила Анатоліївна
- Сергеєва Ілона Валентинівна
- Серебряков Андрій Вікторович
- Сивирин Юрій Вадимович
- Сидоренко Андрій Вікторович
- Сидоренко Віктор Дмитрович
- Сидоров Сергій Юрійович
- Синишина Наталія Олексіївна
- Сироватка Дмитро Матвійович
- Сільваші Ілона Тіберіївна
- Сільваші Тіберій Йосипович
- Сіренко Олександр Іванович
- Скобельський Микола Станіславович
- Скочок Марія Олександрівна
- Скрипка Валерій Анатолійович
- Слєта Оксана Петрівна
- Смєлова Крістіна Віталіївна
- Смиковський Петро Іванович
- Сова Галина Василівна
- Сова Світлана Сергіївна
- Сова Сергій Семенович
- Соловйова Ольга Борисівна
- Сологубов Микола Васильович
- Солодовников Олексій Павлович
- Сорокалєтов Юрій Гаврилович
- Сотник Леонід Іванович
- Сотниченко Анатолій Васильович
- Соченко Марина Петрівна
- Стебловська Леоніла Петрівна
- Ступаченко Ігор Валентинович
- Сулименко Олександр Петрович
- Сухенко Віктор Олексійович

### Т
- Тарабукін Руслан Сергійович
- Тартаковський Анатолій Ісаакович
- Тафійчук Людмила Ільківна
- Телічко-Еверт Василь Володимирович
- Тертична Марія Анатоліївна
- Тертичний Анатолій Вікторович
- Тетерук Наталія Іванівна
- Титаренко Ельвіра Іванівна
- Титаренко Марія Анатоліївна
- Титаренко Одарка Анатоліївна
- Титенко Оксана Панасівна
- Титенко Панас Михайлович
- Тихий Олександр Іванович
- Тістол Олег Михайлович
- Тітов Олександр Геннадійович
- Титова Ольга Геннадіївна
- Ткач Любов Сергіївна
- Токар Лариса Леонідівна
- Триколенко Ольга Вікторівна
- Троценко Віктор Григорович
- Троценко Катерина Вікторівна
- Труш Володимир Миколайович
- Туранський Олександр Олексійович
- Турдиєва Тамара Якубівна

### У-Ф
- Ушаков Володимир Сергійович
- Федірко Анатолій Михайлович
- Федоренко Борис Михайлович
- Фельдман Альберт
- Філіппов Михайло Михайлович
- Фіщенко Дмитро Олексійович
- Фурлет Анатолій Борисович

### Х-Ц
- Хіхлухо Михайло Володимирович
- Ходаківський Василь Олександрович
- Хоменко Олеся Вікторівна
- Хохлов Станіслав Олексійович
- Храпачов Олександр Миколайович

### Ч-Ш
- Цой Андрій Володимирович
- Чайковська Валентина Володимирівна
- Чамата Ігор Павлович
- Чепелик Оксана Вікторівна
- Черниш Іван Святославович
- Чернявський Костянтин Володимирович
- Чічкан Аркадій Леонідович
- Чорнокапський Микола Тимофійович
- Шаповаленко Михайло Вікторович
- Шаповалова Світлана Семенівна
- Шарій Анатолій Іванович
- Шаталіна Наталія Вікторівна
- Шатілова-Прокопенко Катерина Євгеніївна
- Шевченко Жанна Володимирівна
- Шевченко Катерина Миколаївна
- Шемеліна Тетяна Альбертівна
- Шерешевський Владислав Леонідович
- Шпонько Микола Григорович
- Шульга Віктор Юрійович

### Ю-Я
- Юхта Микола Олексійович
- Ягодкін Генрі Миколайович
- Ягодкіна Тетяна Генріївна
- Якимащенко Леонора Іванівна
- Яковенко Олена Миколаївна
- Якутович Дмитро Георгійович
- Яланський Андрій Вікторович
- Ярешко Сергій Павлович
- Ясенєв Олег Петрович
- Ятченко Юлій Миколайович
- Яценко Володимир Федосійович
- Яценко Марина Володимирівна
- Яцишин Михайло Іванович

## Адреса
04053, м. Київ, вул. Січових Стрільців (Артема), 1-5